# Peter Schamoni
Peter Schamoni (Berlino, 27 marzo 1934 – Monaco di Baviera, 14 giugno 2011) è stato un regista, sceneggiatore e produttore cinematografico tedesco. Il suo film Divieto di caccia alle volpi ha vinto l'Orso d'argento, gran premio della giuria al Festival di Berlino 1966.

## Filmografia parziale

### Regista
- Brutalität in Stein, co-regia di Alexander Kluge – documentario cortometraggio (1961)
- Divieto di caccia alle volpi (Schonzeit für Füchse) (1966)
- Deine Zärtlichkeiten (1969) (co-regia: Herbert Vesely)
- Wieviel Farben hat die Hand - Ein Film mit und über Max Ernst – documentario (1971)
- Hundertwasser's Rainy Day – documentario (1971)
- Potato Fritz (1976)
- Frühlingssinfonie (1983)
- Caspar David Friedrich – Grenzen der Zeit – documentario (1986)
- Schloß Königswald (1988)
- Max Ernst: Mein Vagabundieren – Meine Unruhe – documentario (1991)